# 高從誨
南平文獻王高從誨（891年—948年），字遵聖，五代時期荊南君主（渤海王、南平王）。

## 生平
為高季興之長子。曾仕於後梁朝廷，高季興為荊南節度使時，告歸其父，被高季興任命為馬步軍都指揮使、行軍司馬。
後唐明宗李嗣源天成三年（928年）十二月十五日（929年1月28日），被後唐冊封為南平王的高季興去世，高從誨嗣位。由於高季興在位末期曾與後唐決裂，並向南吳稱臣，而唐強吳弱、唐近吳遠，因此高從誨嗣位後，回歸向後唐稱臣，為後唐任命為荊南節度使，兼侍中。
長興三年（932年），被封為渤海王。後唐閔帝李從厚應順元年（934年）被改封南平王。
高從誨與部屬聊天，談到鄰國楚王馬希範非常奢侈。高從誨說：「像馬王那樣，可以說是大丈夫了」。孫光憲對答說：「天子諸侯，禮有等差。馬希範那種乳臭兒驕奢僭越，圖一時之樂，不謀遠慮，沒多久就要滅亡了，又有什麼好羨慕的！」高從誨久而悟，說：「你說的是」。之後，高從誨對梁震說：「我自己反省平生花費，實在太多了」。於是捨棄各種玩樂，以讀書作為消遣，省刑薄賦，南平國於是十分安寧。
荊南（南平）地狹兵弱，但因位處交通要道，每年各地區向中原政權的進貢，只要經過荊南，高季興、高從誨父子就會款待使者，掠奪財物，等到對方加以款待或讚賞，就把財物歸還，而且還會覺得這種行為很丟臉。後來後唐、後晉、遼國、後漢先後據有中原，南漢、閩國、南吳、南唐、後蜀皆稱帝，高從誨為求賞賜向他們都稱臣，所以各國都叫他們為「高賴子」或是「高無賴」。
後漢隱帝劉承祐乾祐元年（948年），高從誨去世，贈尚書令，諡文獻王。其子高保融繼位。

## 家庭

### 子女

#### 子
1. 高保勳
2. 高保正
3. 貞懿王高保融
4. 高保紳
5. 高保寅
6. 侍中高保勗
7. 高保緒
8. 高保節
9. 高保遜
10. 高保衡
11. 高保膺
12. （失名）
13. （失名）
14. （失名）
15. （失名）

#### 女
1. 高氏，嫁王保義子王惠範

| 前任： 父武信王高季兴 | 南平君主 929-948 | 繼任： 三子貞懿王高保融 |